# Lubomír Brož
Lubomír Brož (* 12. května 1966 Branice) je český politik a manažer, od října 2021 poslanec Poslanecké sněmovny PČR, v letech 2018 až 2022 zastupitel hlavního města Prahy, v letech 2020 až 2022 místostarosta městské části Praha 5, člen hnutí ANO 2011.

## Život
Rodák z jihočeské Branice, později obyvatel Milevska dokončil v roce 1988 studium na Vysoké škole ekonomické v Praze (získal titul Ing.). Kromě managementu obchodu a marketingu se věnuje právním otázkám a je spoluzakladatelem webu Právní prostor.cz.
Lubomír Brož žije v Praze, konkrétně v části Praha 5.

## Politické působení
V komunálních volbách v roce 2018 byl za hnutí ANO 2011 zvolen zastupitelem městské části Praha 5. V únoru 2020 se navíc stal místostarostou městské části s gescí veřejné prostranství a životní prostředí. Ve volbách v roce 2022 mandát zastupitele městské části obhájil, skončil však v pozici místostarosty MČ.
V komunálních volbách v roce 2018 byl též zvolen za hnutí ANO 2011 zastupitelem hlavního města Prahy. V rámci pražského zastupitelstva zasedal ve Výboru pro bezpečnost, Výboru pro dopravu a ve Výboru pro kulturu, výstavnictví, cestovní ruch a zahraniční vztahy. Byl též členem dozorčí rady Muzea paměti XX. století a členem pracovní skupiny pro trvalé umístění Slovanské epopeje. V lednu 2022 na mandát rezignoval. Ve volbách v roce 2022 za hnutí ANO opět do Zastupitelstva hlavního města Prahy kandidoval, ale neuspěl.
Ve volbách do Poslanecké sněmovny PČR v roce 2021 kandidoval za hnutí ANO 2011 na 4. místě kandidátky v Praze. Získal 1 433 preferenčních hlasů a stal se poslancem.
Ve sněmovních volbách v roce 2025 kandiduje ze 7. místa kandidátní listiny hnutí ANO v Praze.